# Bananeiras
Bananeiras é um município brasileiro do estado da Paraíba. De acordo com o Instituto Brasileiro de Geografia e Estatística (IBGE), no ano de 2022 sua população está estimada em 23.134 habitantes distribuídos em uma área territorial de 258 km². Localizada na Serra da Borborema, região do Brejo paraibano, a 141 km de João Pessoa, 150 km de Natal e a 70 km de Campina Grande, com altitude de 526 metros, Bananeiras possui clima mais ameno que a média do agreste paraibano.

## História
O início da colonização das terras ocorreu na primeira metade do século XVII, a partir das sesmarias doadas a Domingos Vieira e Zacarias de Melo, que viviam em Mamanguape. A vila pertencia à jurisdição de São Miguel da Baía da Traição. Em 1822, passou à jurisdição de Areia (Paraíba). Em 1835 foi criada a freguesia de Nossa Senhora do Livramento.
A região foi primeiramente produtora de cana-de-açúcar e depois de café. Em 1852, a produção cafeeira chegou a ser a maior da Paraíba e a segunda do Nordeste. Isto tornou a cidade uma das mais ricas daquela região, riqueza esta expressa na arquitetura de seus casarões. A cultura foi dizimada pelo surgimento da cochonilha Cerococcus parahybensis.
O padre José Antônio Maria Ibiapina passou pela região, percorrendo diversos povoados vizinhos. A primeira igreja, dedicada a Nossa Senhora do Livramento, foi concluída em 1861, após 20 anos. Sua construção foi incentivada pelo padre Ibiapina e contou com o apoio do Monsenhor Hermenegildo Herculano. A antiga capela de taipa havia desmoronado. Bananeiras não tinha mais que mil habitantes. Em 1919, foi calçada a primeira rua, com pedras irregulares, também chamadas “pé de moleque” ou “imperiais”.
O distrito de Bananeiras foi criado pela lei provincial nº 5, de 26 de maio de 1835. Foi elevado à categoria de vila pela resolução do conselho do Governo e sede municipal de 9 de maio de 1833. Instalado em 10 de outubro de 1833.
A ferrovia foi inaugurada em 22 de setembro de 1922, após a construção do túnel da Serra da Viração, no governo de Solon de Lucena. Por esta época, uma praga dizimou as plantações de café. O município voltou-se então para o cultivo da cana de açúcar, do fumo, do arroz e do sisal.
A partir de 1953, o município, inicialmente constituído de cinco distritos (1948), o município assistiu à emancipação de três deles: Solânea, Borborema e Dona Inês.
Paulo Fernandes Dantas nascido em 1966, deixou a cidade em 1984, para trabalhar e prosperar em São Paulo. 
Hoje, o município conta com três distritos: Roma, Taboleiro e Maia.

## Geografia
O município está incluído na área geográfica de abrangência do semiárido brasileiro, definida pelo Ministério da Integração Nacional em 2005. Esta delimitação tem como critérios o índice pluviométrico, o índice de aridez e o risco de seca.

### Relevo
O município está inserido na unidade geoambiental do Planalto da Borborema, que apresenta relevo movimentado, com vales profundos e estreitos dissecados.

### Hidrografia
O município de Bananeiras encontra-se inserido nos domínios da bacia hidrográfica do Rio Curimataú. Os principais tributários são os rios Curimataú, Dantas e Picadas e os riachos: Sombrio e Carubeba, todos de regime intermitente. Conta ainda com os recursos do açude da Piaba. O município é cortado pelo Rio Bananeiras que deságua na cachoeira do Roncador, sua nascente encontra-se na mata da UFPB, Campus Bananeiras.

### Clima
Dados do Departamento de Ciências Atmosféricas, da Universidade Federal de Campina Grande, mostram que Bananeiras apresenta um clima com média pluviométrica anual de 1187,9 mm e temperatura média anual de 22,3 °C.
| Dados climatológicos para Bananeiras          | Dados climatológicos para Bananeiras | Dados climatológicos para Bananeiras | Dados climatológicos para Bananeiras | Dados climatológicos para Bananeiras | Dados climatológicos para Bananeiras | Dados climatológicos para Bananeiras | Dados climatológicos para Bananeiras | Dados climatológicos para Bananeiras | Dados climatológicos para Bananeiras | Dados climatológicos para Bananeiras | Dados climatológicos para Bananeiras | Dados climatológicos para Bananeiras | Dados climatológicos para Bananeiras |
| Mês                                           | Jan                                  | Fev                                  | Mar                                  | Abr                                  | Mai                                  | Jun                                  | Jul                                  | Ago                                  | Set                                  | Out                                  | Nov                                  | Dez                                  | Ano                                  |
| --------------------------------------------- | ------------------------------------ | ------------------------------------ | ------------------------------------ | ------------------------------------ | ------------------------------------ | ------------------------------------ | ------------------------------------ | ------------------------------------ | ------------------------------------ | ------------------------------------ | ------------------------------------ | ------------------------------------ | ------------------------------------ |
| Temperatura máxima média (°C)                 | 29,7                                 | 29,5                                 | 29,0                                 | 28,0                                 | 26,6                                 | 25,2                                 | 24,8                                 | 25,6                                 | 27,0                                 | 28,7                                 | 29,5                                 | 29,7                                 | 27,8                                 |
| Temperatura média (°C)                        | 23,5                                 | 23,7                                 | 23,6                                 | 23,0                                 | 22,2                                 | 21,0                                 | 20,3                                 | 20,4                                 | 21,2                                 | 22,3                                 | 23,0                                 | 23,3                                 | 22,3                                 |
| Temperatura mínima média (°C)                 | 19,8                                 | 20,3                                 | 20,3                                 | 19,9                                 | 19,3                                 | 18,1                                 | 16,8                                 | 16,8                                 | 17,7                                 | 18,5                                 | 19,0                                 | 19,5                                 | 18,8                                 |
| Chuva (mm)                                    | 60,7                                 | 87,6                                 | 153,9                                | 171,3                                | 163,9                                | 167,6                                | 148,8                                | 100,2                                | 52,5                                 | 19,9                                 | 23,0                                 | 36,0                                 | 1 187,9                              |
| Fonte: Departamento de Ciências Atmosféricas. |                                      |                                      |                                      |                                      |                                      |                                      |                                      |                                      |                                      |                                      |                                      |                                      |                                      |

## Religiões

### Católica
- Igreja de Nossa Senhora do Livramento – Sua construção durou em torno de 20 anos. Foi concluída em 1 de janeiro de 1861.
- Colégio das Dorotéias (Carmelo) – Foi construído em 1917. Mantém as linhas arquitetônicas originais. Educou “a elite feminina” de boa parte da Paraíba e do Nordeste, até os meados da década de 1960, quando ainda funcionava como internato. Hoje é da diocese e alugada para a prefeitura do município funcionando como escola do ensino fundamental atendendo alunos da primeira e segunda fase.
- Capela de São Sebastião - construída em 1898 pelo senhor Lindolfo Grilo - localizada no Sítio Chã de Lindolfo.
- Cruzeiro de Roma - localizado no Sítio Lagoas do Matias.

### Evangélicas
- Primeira Igreja Batista
- Igreja Universal do Reino de Deus
- Igreja Assembleia de Deus
- Igreja Congregacional
- Igreja Evangélica Deus Vivo

### Espírita
- Núcleo Espírita Cristão Chico Xavier - Conjunto Major Augusto Bezerra

### Religiões afro-brasileiras
- Terreiro de Umbanda

## Esportes

### Estádios
- Estádio Governador Clóvis Bezerra

### Agências de aventuras
- Aventuras da Serra
- Brejo Adventure
- Super Trilha Adventure
- Morador Ilustre: Paulo Fernandes Dantas